# Epimesophleps aphridias
Epimesophleps aphridias är en fjärilsart som beskrevs av Hans Rebel 1925. Epimesophleps aphridias ingår i släktet Epimesophleps och familjen stävmalar. Inga underarter finns listade i Catalogue of Life.